# Talbot T150C
La Talbot T150C (ou Talbot-Lago T150C à partir de 1947), dérivée de la Talbot-Lago T150 (coupé ou roadster) Grand Tourisme produite de 1937 à 1943, est une voiture de conception initialement Sport (S), également développée en version Course monoplace (C, allégée pour sa configuration en Grand Prix), à moteur atmosphérique (6 cylindres en ligne, pour 3 988 cm3), créée en 1935 par la firme Talbot-Lago.

## Histoire
Conçue par l'ingénieur italien Walter Becchia fin 1935 (moteurs à culasses hémisphériques 3L., puis 4L.) alors qu'Anthony Lago arrive d'Angleterre (Sunbeam) pour prendre la tête de Talbot au début de l'année 1934, la voiture est produite à 4 exemplaires pour la saison de Grand Prix 1936, 2 autres étant fabriquées en 1937. Elle est spécifiquement créée pour la nouvelle règlementation de la fédération internationale lors des Grand Prix, qui est appliquée d'octobre 1935 à 1938. Tout concurrent engagé désormais, quelle que soit la puissance du moteur (Formule Libre), doit disputer plus de 500 kilomètres avec un poids de 750 kilogrammes à vide minimal sans pneumatiques. Les voitures de sport biplaces GT découvertes équipées pour la route sont de la sorte également admises, parmi les monoplaces du plateau.

## Palmarès

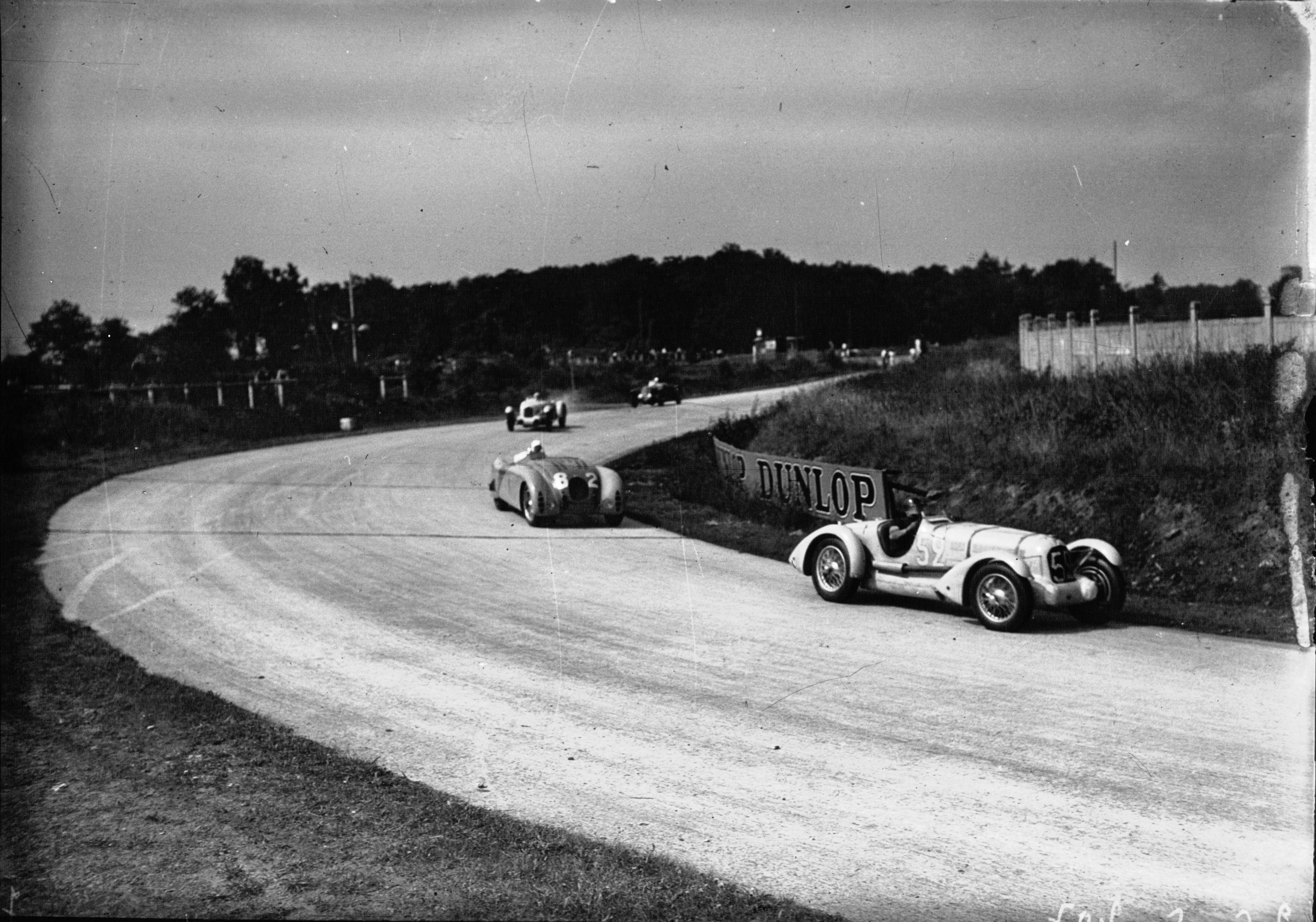
Grand Prix de France 1936: "Heldé" sur T150C, devant Robert Benoist (sur Bugatti T57G).

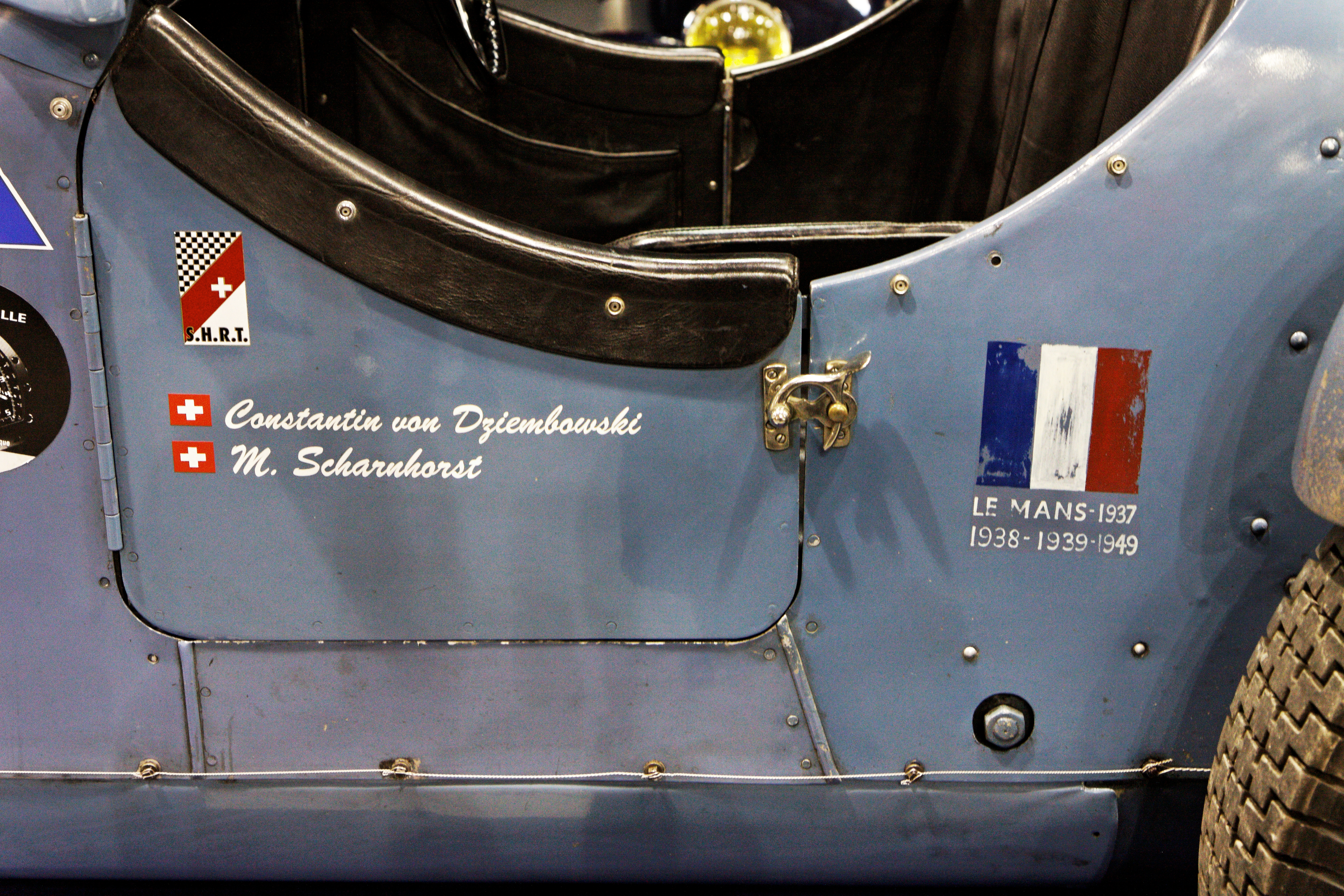
L'une des quatre Talbot T150C (désormais des suisses von Dziembowski/Scharnhorst), de 1936, ayant totalisé 4 participations aux 24 Heures du Mans, en 1937, 1938, 1939 et 1947.

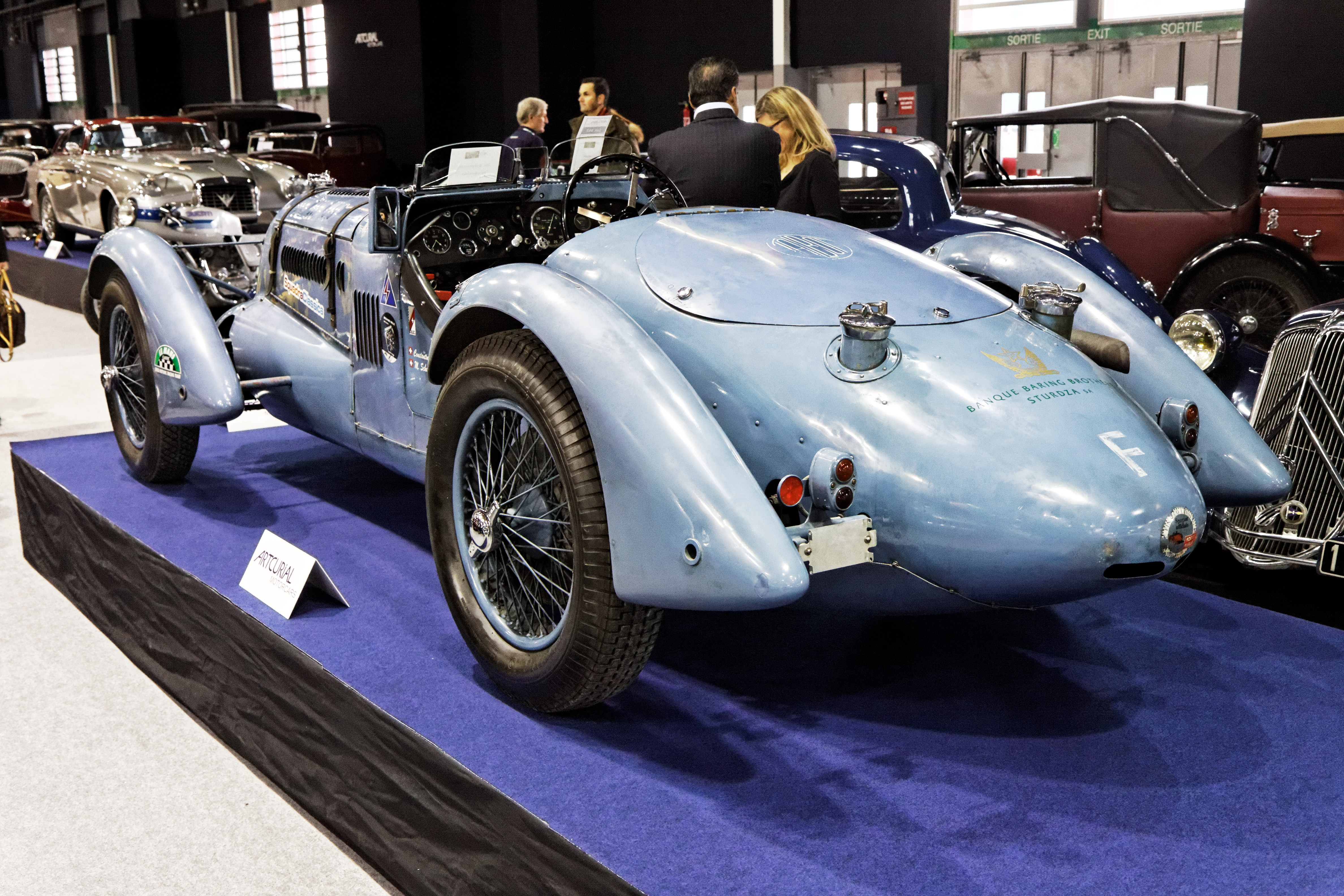
La T150C 1936, de dos.

La T150C a disputé le Grand Prix de France à cinq reprises, en 1936 (équipages Pierre Louis-Dreyfus (Heldé)/René Schumann, Jim Bradley/René Dreyfus -avec le record du tour-, André Morel/Luigi Chinetti, et Henri Stoffel/Francique Cadot, respectivement 8e, 9e, 10e, et abandon), 1937 (triplé français de marque, avec Louis Chiron -record du tour également-, l'italien Gianfranco Comotti, et Albert Divo, Raymond Sommer étant 5e avec la pole position à son compte), 1938 (René Carrière 4e, et Philippe Étancelin dernier pilote à abandonner), 1939 (avec la version MD -pour moteur Darracq-, René Le Bègue 3e, et Philippe Étancelin 4e), et 1947 (Eugène Chaboud 3e, Louis Rosier 4e, et abandon de "Franco" Comotti), ainsi que celui de Belgique en  1946 (Pierre Levegh 2e, et abandon du britannique Leslie Johnson) et en 1947 (Johson alors 7e), et également les 24 Heures du Mans en 1937 (abandon de Louis Chiron/Luigi Chinetti, et de "Raph"/Nicholas Embirikos), 1938 (abandon de Pierre Levegh/Jean Trévoux, après avoir été classés 2e à la 15e heure, de Donald Mathieson/Freddy Clifford, et de René Le Bègue/René Carrière), et 1949 (abandon de Louis Rosier et de son fils Jean-Louis, sur une version "Speciale" à carrosserie en aluminium).
En 1936, "Raph" gagna le Grand Prix de France du M.C.F. Sport sur le circuit de Montlhéry, après une troisième place à Pau. Le modèle T150C a aussi remporté pour 1937 avec René Le Bègue la Coupe de Vitesse de l'autodrome de Montlhéry, avec Raymond Sommer le Grand Prix de Tunisie et le Grand Prix de Marseille Sport (pilote deuxième la même année du Grand Prix de Pau), et avec l'italien Franco Comotti le RAC Tourist Trophy à Donington Park (pilote aussi 3e des 3 Heures du circuit de Marseille la même année), puis  en 1938 les 12 Heures de Paris avec René Le Bègue et André Morel, pour la première Coupe Olazur lors des Coupes de Paris. On retrouva aussi cette voiture au départ des Mille Miglia en 1937, 1938 (5e avec René Carrière/Anthony Hannoyer) et 1947, ainsi que des 24 Heures de Spa et du Rallye Liège-Rome-Liège en 1938 (les deux avec Levegh et Trévoux). Au sortir de la guerre, Eugène Chaboud remporta à son tour le Grand Prix de Marseille -de 3 Heures- en 1947 (pilote 2e la même année des Coupe du Salon). L'une des dernières victoires de la T150C sera obtenue en 1948, au Grand Prix de Paris (en version MD avec Yves Giraud-Cabantous).
Cette Talbot s'est encore classée deuxième avant guerre en 1936 au Grand Prix du Comminge avec "Heldé", puis en 1937 aux Grand Prix de la Marne et à celui de Pau avec Albert Divo, et également encore deuxième au sortir de la guerre avec Levegh aux Grand Prix de Belgique à Bruxelles, à celui de Nantes, et à celui des trois villes du Nord, ainsi qu'au Grand Prix de la Marne avec Louis Chiron en 1947 (puis troisième avec ce dernier au Grand Prix du Comminges de 1948, en version MD). Le dernier podium avant le conflit mondial est obtenu en 1939 lors du Grand Prix du Luxembourg, que Levegh termine troisième au mois de juin.
En 1936 et 1937, l'écurie officielle se nomme Automobiles Talbot (Luigi Chinetti faisant alors aussi courir deux autres véhicules privés, qu'il entretient personnellement), puis elle prend le nom de Talbot-Darracq avec un changement de motorisation en 1938.
En 1941, le châssis 90130 part aux États-Unis en vue de disputer les 500 Miles d'Indianapolis avec Talbot/Schell pour l'écurie Chinetti, mais la voiture ne dispute finalement pas la course, prévue avec Jean Trévoux.
Le modèle T26C remplace la T150C à partir de 1947. Cependant la T150C obtient quand même alors encore une troisième place au Grand Prix des Frontières de 1948 avec Johnny Claes, et une autre la même année au Grand Prix de Pescara, avec Louis Rosier.
D'autres pilotes eurent l'occasion de piloter la voiture, tel Charles Pozzi (4e au GP de Pau en 1948, et 5e au GP d'Alsace en 1947), où sur leur sol régulièrement les Anglais Guy Gale (de 1949 à 1952) et Joe Goodhew (de 1953 à 1954) après la guerre.

## Remarque
- La T150C obtient deux triplés en Grand Prix pour 1937, à Marseille (Sommer, Comotti, et Divo), puis pour l'épreuve de l'A.C.F. (Chiron, Comotti, et Divo).

## Liens externes

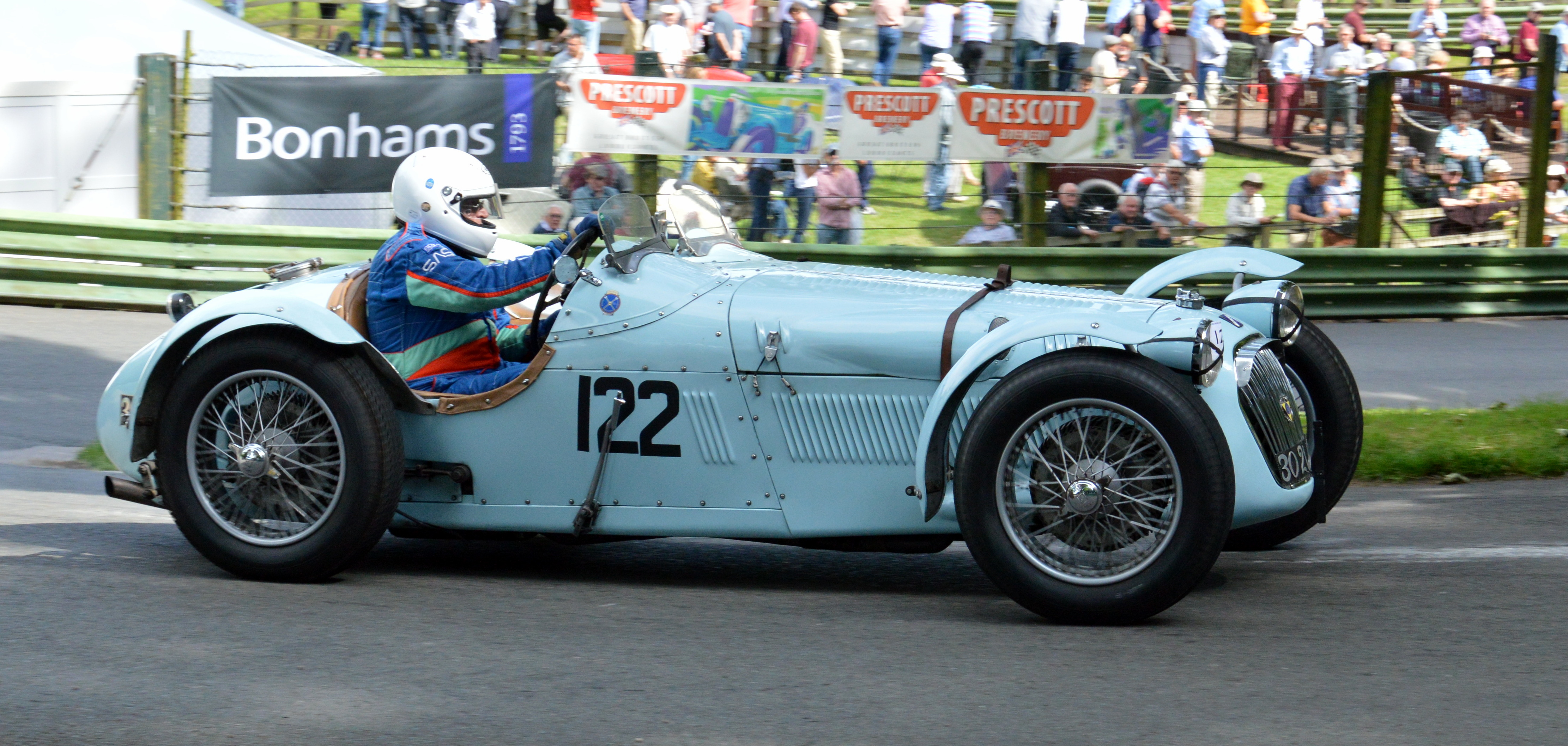
Une Talbot-Lago T150C 4L. de 1939.